# Стэнли, Томас (историк)
Томас Стэнли (англ. Thomas Stanley; 1625, Хартфордшир — 12.04.1678, Лондон) — английский поэт и учёный-грецист, собиратель древностей, автор первой работы по истории философии на английском языке. Двоюродный племянник (по матери) поэта Ричарда Лавлейса.

## Биография
Единственный сын сэра Томаса Стенли. Первоначальное образование получил частным образом, — его наставником был одаренный лингвист и учёный Уильям Фэрфакс. Позднее их отношения переросли в тесную дружбу.
Окончил Кембриджский университет. Во время гражданской войны путешествовал на континенте. Вернувшись, удачно женился. Осев в Лондоне, стал вести жизнь учёного, поэта, переводчика и покровителя менее удачливых писателей.
В 1647 году появился первый том его стихов, заключавший в себе не только стихи самого Стенли, но и его переводы с греческого, латыни и итальянского. Стенли также переводил и с испанского. Затем последовали ещё два тома, а в 1651 году вышел четвёртый том стихов и переводов. Поэтическая карьера Т. Стенли и его карьера переводчика складывалась удачно. Ряд его стихов был положен на музыку и включён в многочисленные песенники того времени. Ведущий мастер портрета Питер Лели запечатлел Стенли на одном из своих полотен. Иногда отмечают близость поэзии Стенли к английской метафизической школе.
Поворотной точкой в его литературной карьере стал выход в свет полного издания его стихов в 1651 году. Содержащийся в этом томе перевод сочинения Джованни Пико делла Мирандолы свидетельствовал о повороте поэта к философии. Вскоре Стенли обратился к истории философии. Его труд «История философии, содержащая жизнеописания, мнения и рассуждения философов всех сект» вышел в трех томах (1655, 1656 и 1660). Эта работа, как и латиноязычная работа другого англичанина, средневекового предшественника Стенли, Вальтера Бурлея (Уолтера Бёрли), в значительной степени опиралась на Диогена Лаэртского, правда, дополненного материалами из других источников. Своё изложение истории философии Стенли начал с Фалеса, а закончил Карнеадом.
Работа Стенли имела успех. В 1662 году он выпустил четвёртый том своей истории философии, названный «История халдейской философии» (англ. The History of the Chaldeic Philosophy, and The Chaldeic Oracles of Zoroaster and his Followers). В 1664 Стенли опубликовал тексты Эсхила со своими комментариями. Уже после смерти Стэнли вся его «История философии» была опубликована в одном томе в 1687 году. Третье издание его историко-философского сочинения с приложением «Жизни автора» появилось в 1701. Изданный в 1701 году трактат «История халдейской философии» включал латинский текст Франческо Патриция и комментарии Г. Плифона и М. Пселла на английском языке. Частично его сочинение было переведено католическим философом и филологом Жаном Леклерком на французский (Амстердам, 1690). Оно также было переведено и на латынь (Лейпциг, 1711).
Несколько раз ссылался на «Историю философии» Стенли (называя его «Станлей») русский философ XVIII века Г. Н. Теплов в своем основном философском произведении «Знания, касающиеся вообще до философии, для пользы тех, которые о сей материи чужестранных книг читать не могут» (1751). Позднее Г. В. Ф. Гегель в своих «Лекциях по истории философии» говорит о произведении Стенли как об «одной из первых историй философии, замечательной лишь как опыт».
Несмотря на успех в своё время, постепенно работы Стенли превратились в библиографические редкости. Но все же они не были забыты полностью и в наше время. Так, например, в 1970 году вышло в свет факсимильное издание одной из частей сочинения, посвященное Пифагору с предисловием известного знатока эзотерической литературы Мэнли Палмера Холла. Сочинение включает исследование философии Пифагора, его школы и затрагивает математику, астрономию, музыку и медицину (Stanley T. Pythagoras: His Life and Teachings/ Being a phot. facs. of the 9 sect of the 1687 ed. of «The History of Philosophy» by Thomas Stanley; For. by M.P.Hall; Introd. essay by H.L.Drake. — Los Angeles: The philosophical research soc., 1970.- X, 491—576 p. facs.: ill).